# تیو ایندیگو
تیو ایندیگو (به انگلیسی: Thioindigo) با فرمول شیمیایی C۱۶H۸O۲S۲ یک ترکیب شیمیایی است. که جرم مولی آن ۲۹۶٫۳۷ g/mol می‌باشد. شکل ظاهری این ترکیب، قرمز جامد است.